# Мечка (област Плевен)
Вижте пояснителната страница за други значения на Мечка.
За другото българско село с име Мечка вижте Мечка (Област Русе). 
Мѐчка е село в Северна България. То се намира в община Плевен, област Плевен.
Част от данните не са попълнени, но бихте могли да ги добавите. 

## Обществени институции
- Църква „Св. Петка“

## Водоснабдяване
Общото водоснабдяване на село Мечка е пуснато на 30 април 1967 година. Главните строителни работи са извършени от 26 март до 30 април същата година.

## Личности
Родени в Мечка
- Иван Блажев, скулптор

## Галерия
- Статуя на мечка в с. Мечка
- Църквата Св. Петка